# 이사벨 질리스
이사벨 질리스(Isabel Gillies, 1970년 2월 9일 ~ )는 미국의 배우, 텔레비전 배우, 영화배우, 전기 작가, 작가이다. 뉴욕에서 태어났다.

## 영화
- 해피 히어 앤 나우 (2002년) - 이사벨 역
- 온라인 (2002년)
- Law & Order : 성범죄전담반 1 (1999년)
- 나는 앤디 워홀을 쏘았다 (1996년)
- 컴포터블 넘 (1995년)
- 나디아 (1994년)
- 메트로폴리탄 (1990년) - 신시아 맥린 역